# Corrinea salebrosa
Corrinea salebrosa är en skalbaggsart som beskrevs av Wooldridge 1980. Corrinea salebrosa ingår i släktet Corrinea och familjen lerstrandbaggar. Inga underarter finns listade i Catalogue of Life.